# Fombele
Fombele est une localité du Cameroun située dans le département du Haut-Nkam et la Région de l'Ouest. C'est un village bamiléké qui fait partie de l'arrondissement de Banwa.

## Population
Lors du recensement de 2005, on y a dénombré 577 personnes.